# David Rodigan
David Michael Rodigan MBE (* 24. Juni 1951 in Hannover) ist ein britischer Reggae- und Dancehall-(Radio)–DJ.

## Leben
Rodigan wurde 1951 in Hannover als Sohn eines schottischen, in Deutschland stationierten Soldaten geboren. Nachdem sein Vater in verschiedenen Ländern Militärdienst geleistet hatte, zogen seine Eltern 1959 nach England. Schon als Jugendlicher begann er in Jugendzentren und -clubs Platten aufzulegen. Sein erster Kontakt mit jamaikanischer Musik war nach eigener Aussage My Boy Lollipop von Millie Small aus dem Jahre 1964. Davon inspiriert begann er Ska-Schallplatten zu kaufen und aufzulegen. Nach seinem Studium begann er 1978 als Radio-DJ bei der BBC, wechselte aber schon 1979 zu Capitol Radio. Zu dieser Zeit begann er auch, in Clubs als Reggae-Selector aufzutreten. Nachdem er Kontakte zu jamaikanischen Künstlern und Selectors geknüpft hatte, kam es 1985 zu einem „Radio-Soundclash“ mit seinem jamaikanischen Kollegen Barry G vom Sender JBC 1. 1990 wechselte er von Capitol Radio zu Kiss FM. Im November 2012 verließ David Rodigan den Sender Kiss FM, da er den Reggae nicht ausreichend in den Radiosendungen vertreten sah. Zuletzt wurde seine Sendung auf die Mitternachtsstunde verlegt.
Seit dem 17. Februar 2013 wird David Rodigans Sendung jeden Sonntag von 19:00 bis 21:00 Uhr über BBC Radio 1Xtra verbreitet.
Seine Sendung Rodigan’s Rockers wurde seit 1984 vom britischen Armee-Sender BFBS übertragen, der auch in Deutschland auf UKW empfangen werden kann. Dadurch wurde Rodigan in Deutschland bekannt und eine der Inspirationsquellen für frühe deutsche Soundsystems.
Im Videospiel Grand Theft Auto IV moderiert Rodigan den Radiosender RamJam FM.
Bei den britischen Neujahrsehrungen 2012 wurde er für seine Verdienste um den Rundfunk in den vergangenen 30 Jahren mit dem Order of the British Empire ausgezeichnet.

## Berühmte Soundclashes
- David Rodigan vs. Barry G – Radioclash 1985
- David Rodigan vs. Waggy T – Miami 1993
- David Rodigan vs. Killamanjaro – New York 1997
- David Rodigan vs. LP International vs. Bass Odyssey – Düsseldorf 2006
- David Rodigan vs. Sentinel vs. Black Scorpio – Düsseldorf 2007